# كلارنس هورتون غريني
كلارنس هورتون غريني (بالإنجليزية: Clarence Horton Greene)‏ هو موسيقي وكاتب أغاني وكاتب سيناريو أمريكي، ولد في 26 يونيو 1894 في كارولاينا الشمالية في الولايات المتحدة، وتوفي في 22 أكتوبر 1961.

## وصلات خارجية
- كلارنس هورتون غريني على موقع ميوزك برينز (الإنجليزية)
- كلارنس هورتون غريني على موقع ديسكوغز (الإنجليزية)